# Herman LeRoy Fairchild
Herman Le Roy Fairchild (29 avril 1850 - 29 novembre 1943) est un éducateur et géologue américain. 

## Biographie
Il est l'un des premiers partisans de la théorie de l'impact d'une météorite provoquant des cratères tels que celui de Meteor Crater, en Arizona. Fairchild a également laissé sa marque sur la géologie glaciaire. Dans ce domaine, il est surtout connu pour avoir cartographié avec précision les lacs proglaciaires de l'ouest de New York. Il fait son travail de terrain entre 1888 et les premières années du XXe siècle. Il localise des lignes de rive (plages) et des surfaces d'érosion, détermine leur altitude et interpole entre elles pour montrer l'étendue de plusieurs grandes étendues d'eau. Une série de lacs est créée à la fin de la glaciation du Wisconsinien et les calottes glaciaires se sont retirées au cours des dernières époques du Pléistocène et du début de l'Holocène. Fairchild découvre plusieurs exutoires où chaque lac s'écoule vers l'est ou l'ouest.
Fairchild est un descendant de Thomas Fairchild qui est venu d'Angleterre dans le Connecticut en 1639.
Fairchild est un ancien élève de l'Université Cornell, avec un diplôme BS en 1874. Il enseigne à l'Université de Rochester pendant de nombreuses années et y fonde le département de géologie. Il cofonde la Société américaine de géologie (GSA), en est le secrétaire de 1891 à 1906 et président de 1912 à 1913.